# Clorit de sodi
El clorit de sodi és un compost químic amb la fórmula NaClO₂ que es fa servir principalment en la fabricació de paper.

## Ús
La principal aplicació del clorit de sodi és la generació de diòxid de clor per emblanquinar tèxtils, polpa de paper, i paper. En unes poques plantes de tractament d'aigua també es fa servir com desinfectant després de transformar-lo en diòxid de clor.:2 Un dels seus avantatges, respecte a l'ús del clor, és que no produeix trihalometà (com és el cloroform).:25,33
El clorit de sodi, de vegades combinat amb el clorur de zinc es fa servir pels dentistes per rentar la boca, pastes de dents, i esprais bucals, com gotes per als ulls, i a les solucions netejadores de lents de contacte.

## Seguretat
Com uns altres agents oxidants, el clorit de sodi s'ha de protegir de la contaminació per materials orgànics per tal d'evitar barreges explosives. i també pot entrar en ignició si es barreja amb una agent reductor fort.
Els símptomes d'intoxicació per clorit de sodi són semblants als del clorat de sodi: metahemoglobinèmia, hemòlisi, insuficiència renal.